# 河端貞次
河端 貞次（かわばた ていじ、1874年（明治7年）1月26日 - 1932年（昭和7年）4月30日）は、明治から昭和時代初期の日本の医師。

## 生涯
京都で開業した後、1912年（明治45年）上海に渡り、医院をひらく。1922年（大正11年）、上海居留民団行政委員会会長となり、在留日本人のための学校建設などに奔走する。
1932年4月29日に、上海虹口公園での天長節祝賀式典において爆弾テロ事件に遭い、死亡した。